# Ануфриенко, Анастасия Вячеславовна
Анастасия Вячеславовна Ануфриенко (род. 18 февраля 1993, Челябинск) — российская волейболистка, связующая.

## Биография
Родилась 18 февраля 1993 года в Челябинске. Занимается волейболом с 13 лет, является воспитанницей челябинской школы волейбола.
В 2010—2011 годах играла в молодёжной команде «Динамо Краснодар». Участвовала в молодёжном чемпионате мира 2011 года.
В 2011—2015, 2016—2017 и 2019—2021 годах выступала за «Метар». В 2015—2016 годах выступала за «Протон», в который вернулась в июле 2017 года, а в декабре стала в его составе бронзовым призёром Кубка России.
С 2021 года выступала за московское «Динамо». После одного сезона расторгла контракт с московским «Динамо» и перешла в казанский «Динамо-Ак Барс». 

## Достижения

### С клубами
- Чемпионка России 2024;
  - серебряный (2025) и бронзовый (2022) призёр чемпионатов России.
- победитель розыгрыша Кубка России 2024;
  - серебряный (2025) и двукратный бронзовый (2017, 2021) призёр розыгрышей Кубка России.
- двукратный обладатель Суперкубка России — 2022, 2024.